# Ігор Памич
Ігор Памич (хорв. Igor Pamić, нар. 19 листопада 1969, Жминь) — хорватський футболіст, що грав на позиції нападника. По завершенні ігрової кар'єри — тренер.
Виступав, зокрема, за клуб «Динамо» (Загреб), а також національну збірну Хорватії.
Володар Кубка Хорватії.

## Клубна кар'єра
У дорослому футболі дебютував 1992 року виступами за команду «Істра 1961», в якій провів один сезон, взявши участь у 34 матчах чемпіонату. 
Своєю грою за цю команду привернув увагу представників тренерського штабу клубу «Динамо» (Загреб), до складу якого приєднався 1993 року. Відіграв за «динамівців» наступні два сезони своєї ігрової кар'єри. У складі загребського «Динамо» був одним з головних бомбардирів команди, маючи середню результативність на рівні 0,36 гола за гру першості. За цей час виборов титул володаря Кубка Хорватії.
Згодом з 1995 по 1998 рік грав у складі команд «Осієк», «Сошо» та «Ганза».
Завершив ігрову кар'єру у команді ГАК (Грац), за яку виступав протягом 1999—2001 років.

## Виступи за збірну
У 1996 році дебютував в офіційних матчах у складі національної збірної Хорватії.
У складі збірної був учасником чемпіонату Європи 1996 року в Англії.
Загалом протягом кар'єри в національній команді, яка тривала 3 роки, провів у її формі 5 матчів, забивши 1 гол.

## Кар'єра тренера
Розпочав тренерську кар'єру невдовзі по завершенні кар'єри гравця, 2002 року, очоливши тренерський штаб клубу «Жминь».
У 2007 році став головним тренером команди «Карловац», тренував команду з Карловаца чотири роки.
Протягом тренерської кар'єри також очолював команди «Пула», «Істра 1961», «Копер», «Хрватскі Драговоляц» та «Тітоград».
Наразі останнім місцем тренерської роботи був клуб ГОШК, головним тренером команди якого Ігор Памич був протягом 2020 року.
| Дата       | Місто      | Господарі | Результат | Гості      | Турнір             | Голи | Примітки |
| ---------- | ---------- | --------- | --------- | ---------- | ------------------ | ---- | -------- |
| 10-4-1996  | Осієк      | Хорватія  | 4 – 1     | Угорщина   | товариський матч   | 1    | 75'      |
| 24-4-1996  | Лондон     | Англія    | 0 – 0     | Хорватія   | товариський матч   | -    | 71'      |
| 19-6-1996  | Ноттінгем  | Хорватія  | 0 – 3     | Португалія | ЧЄ 1996 - 1-й етап | -    | 46'      |
| 11-12-1996 | Касабланка | Марокко   | 6 – 7     | Хорватія   | товариський матч   | -    | 74'      |
| 5-9-1998   | Дублін     | Ірландія  | 2 – 0     | Хорватія   | Відбір до ЧЄ 2000  | -    | 46'      |
| Усього     |            | Матчів    | 5         |            | Голів              | 1    |          |

## Титули і досягнення
- Володар Кубка Хорватії (1):

«Динамо» (Загреб): 1993-1994